# Philipp Bertram (Politiker, 1991)

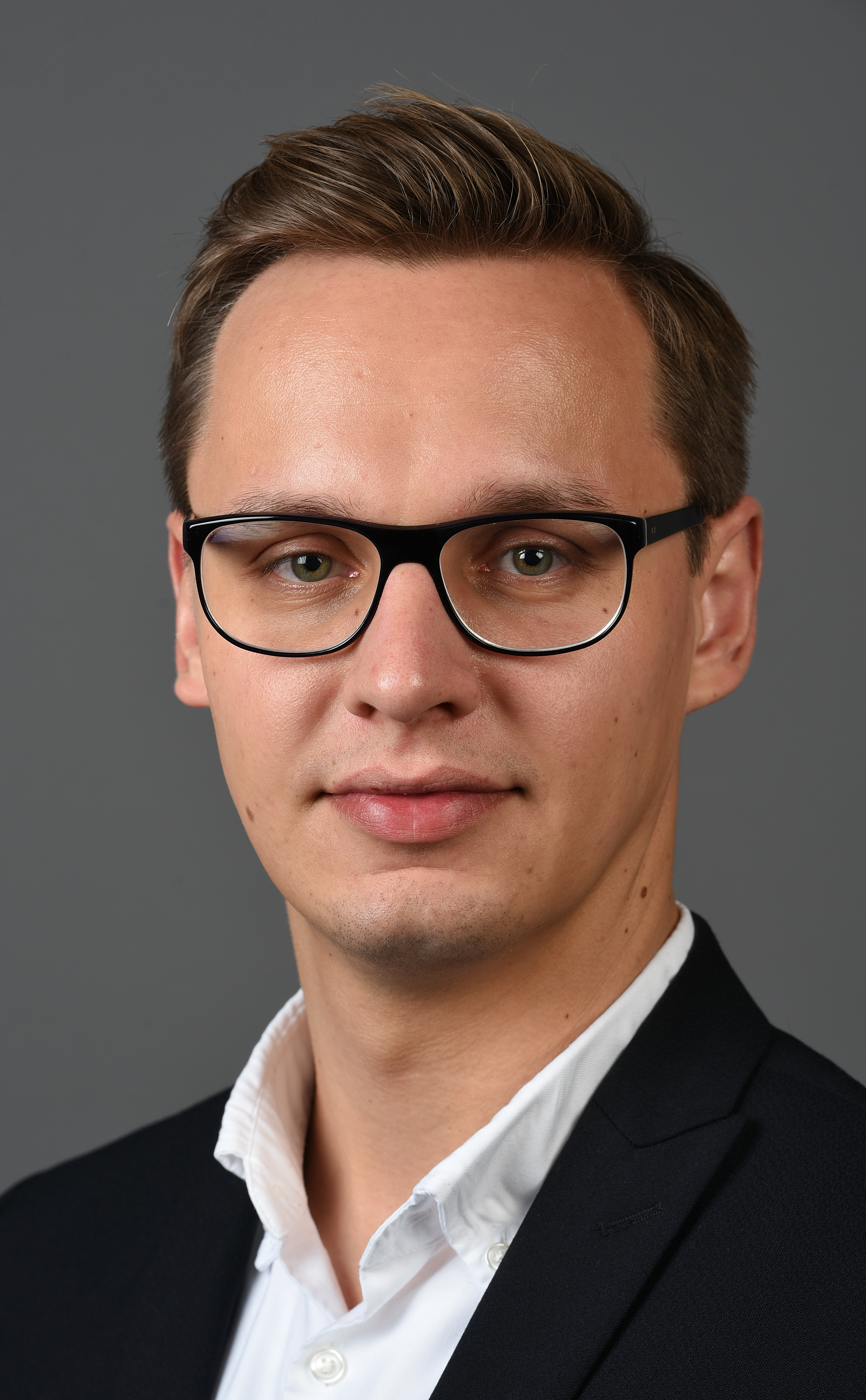
Philipp Bertram, 2017

Philipp Bertram (* 20. April 1991 in Dresden) ist ein deutscher Politiker und ehemaliges Mitglied im Abgeordnetenhaus von Berlin (Die Linke). 
Bertram wuchs in Dresden auf und studierte von 2011 bis 2013 ohne Abschluss Volkswirtschaftslehre an der Freien Universität Berlin. Im August 2015 gehörte Bertram zu den Gründern der Berliner Flüchtlingshilfe-Aktion „Freiwillige Helfen“. Bis zum 30. November 2016 war Bertram zunächst als stellvertretender Leiter der Erstaufnahmeeinrichtung im ehemaligen Rathaus Wilmersdorf tätig und leitete dort zuletzt die Stabsstelle Ehrenamt und Integration.
In Berlin engagierte sich Bertram beim Landesverband Die Linke Berlin unter anderem als Sprecher der Landesarbeitsgemeinschaft Queer und als Mitglied im Bezirksvorstand Tempelhof-Schöneberg. Bei der Wahl zum Abgeordnetenhaus von Berlin 2016 kandidierte er zunächst erfolglos im Wahlkreis Tempelhof-Schöneberg 7 (Lichtenrade) und auf Platz 26 der Landesliste. Am 1. Februar 2017 rückte er für die ausgeschiedene Senatorin Katrin Lompscher in das Abgeordnetenhaus nach. Bei der Abgeordnetenhauswahl 2021 und der Wiederholungswahl 2023 verfehlte er den Wiedereinzug ins Parlament.